# Trieces tricarinatus
Trieces tricarinatus là một loài tò vò trong họ Ichneumonidae.